# Rallus
Rallus es un género de aves gruiformes perteneciente a la familia Rallidae conocidas como rascones o ralos. Los rascones habitan en los humedales de América, Eurasia y África.
En América se encuentra la mayor diversidad de especies, y las otras cuatro especies que se encuentran en Eurasia, África y Madagascar, están estrechamente relacionadas entre sí, lo que indica que descienden de un antepasado común procedente de tierras americanas.

## Características
Suelen ser aves esbeltas, de pico largo y patas delgadas. Sus cuerpos, aplanados lateralmente, son una adaptación a la vida en cañaverales y pantanos y les permite deslizarse fácilmente a través de la densa vegetación semiacuática. Generalmente tienen el dorso marrón o jaspeado, la cara o el pecho azulados o grisáceos y flancos listados.

## Especies

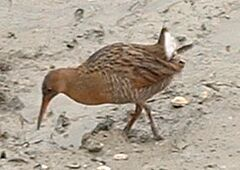
Rascón de California
(Rallus obsoletus).

### Especies actuales
El género Rallus contiene catorce especies actuales:
- Rallus longirostris - rascón piquilargo;
- Rallus crepitans - rascón crepitante;
- Rallus obsoletus - rascón de California;
- Rallus elegans - rascón elegante;
- Rallus tenuirostris - rascón azteca;
- Rallus wetmorei - rascón de Wetmore;
- Rallus limicola - rascón de Virginia;
- Rallus aequatorialis - rascón ecuatoriano;
- Rallus semiplumbeus - rascón de Bogotá;
- Rallus antarcticus - rascón pidén o austral;
- Rallus indicus - rascón asiático;
- Rallus aquaticus - rascón europeo;
- Rallus caerulescens - rascón cafre;
- Rallus madagascariensis - rascón malgache.

### Especies fósiles
El género Rallus incluye 11 especies fósiles:[cita requerida]
- Rallus eivissensis - rascón de Ibiza;
- Rallus sp. (Hungría);[3]
- Rallus lacustris (Norteamérica);
- Rallus phillipsi (Wickieup, EE. UU.);
- Rallus prenticei (Nortemérica);
- Rallus sp. (Saw Rock Canyon, EE. UU.);
- Rallus auffenbergi  (sureste de Norteamérica) (antes en Porzana);
- Rallus ibycus (Bermudas);
- Rallus recessus (Bermudas);
- Rallus natator (San Josecito, México);
- Rallus richmondi o R. dubius.
- Rallus lowei (Madeira);[4]
- Rallus adolfocaesaris (Porto Santo, Madeira);[4]
- Rallus montivagorum (Pico, Azores);[4]
- Rallus carvaoensis (São Miguel, Azores);[4]
- Rallus nanus(São Jorge, Azores)

## Especies anteriormente enRallus
- Género Gallirallus
- Género Lewinia
- R. arenarius, ahora Quercyrallus
- R. beaumontii, R. dispar, ahora Pararallus o Palaeoaramides
- R. christyi, R. eximius, R. major, ahora Palaeoaramides
- R. major, ahora Miorallus
- R. porzanoides, ahora Paraortygometra

## Conservación
Tres especies endémicas de Sudamérica están en amenazadas por la destrucción de hábitat, en tanto que el rascón de Madagascar ha llegado a ser extremadamente escaso.